# Lobotidae

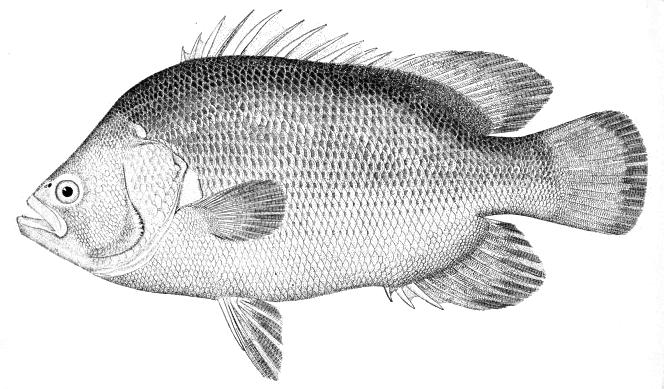
Dibujo de L. surinamensis con detalle de las aletas.

Las dormilonas son un grupo de peces marinos del género Lobotes, el único incluido en la familia Lobotidae, del orden Perciformes. Se distribuyen por la mayoría de los mares tropicales. Su nombre viene del griego lobos = «lóbulo de la oreja», por el aspecto lobulado de su parte posterior.
Pueden alcanzar una longitud máxima de 1 m, con una cabeza triangular que no tiene dientes en vómer ni palatino, siendo muy característica una aleta caudal redondeada y unas aletas anal y dorsal redondeadas también en su parte posterior, haciendo que estos peces tengan aspecto de tener una triple cola.
Se supone que son reproductores pelágicos que abandonan la puesta, con juveniles que se dejan flotar lateralmente semejando hojas, como una forma de camuflaje.

## Especies
Existen solo dos especies consideradas válidas en esta familia:
- Lobotes pacificus (Gilbert en Jordan y Evermann, 1898) - dormilona del Pacífico.
- Lobotes surinamensis (Bloch, 1790) - dormilona del Atlántico o biajaca de mar.